# Пищалов, Евгений Владимирович
Евгений Владимирович Пищалов (род. 23 февраля 1985) — российский легкоатлет, специалист по бегу на длинные дистанции. Выступал на крупных соревнованиях в конце 2000-х — начале 2010-х годов, победитель первенств всероссийского значения, призёр ряда престижных международных стартов. Представлял Новосибирскую область. Мастер спорта России. Тренер по лёгкой атлетике.

## Биография
Евгений Пищалов родился 23 февраля 1985 года. Начал заниматься лёгкой атлетикой в 2000 году в возрасте 15 лет, проходил подготовку в Новосибирске под руководством тренера Сергея Викторовича Наумова. Окончил факультет бизнеса Новосибирского государственного технического университета (2012) и аспирантуру факультета физического воспитания Новосибирского государственного педагогического университета (2015).
Впервые заявил о себе на всероссийском уровне в сезоне 2004 года, когда в беге на 1500 метров выиграл серебряную медаль на юниорском турнире в Краснодаре и бронзовую медаль на чемпионате России среди юниоров в Чебоксарах. Попав в состав российской сборной, отметился выступлением в матчевой встрече с юниорской сборной Италии в Изернии.
В 2006 году в беге на 3000 метров финишировал шестым на молодёжном всероссийском первенстве в помещении в Саранске.
В 2007 году одержал победу в дисциплине 3000 метров на молодёжном всероссийском первенстве в помещении в Волгограде, в дисциплине 1500 метров занял 23-е место на Кубке России в Туле, в дисциплине 2000 метров получил серебро на Мемориале Булатовых в Омске.
На зимнем чемпионате России 2008 года в Москве показал 40-й результат на дистанции 1500 метров и 19-й результат на дистанции 3000 метров.
В 2009 году стартовал в беге на 1500 метров на чемпионате России в Чебоксарах, финишировал третьим на Новосибирском полумарафоне.
В 2010 году занял 11-е место на чемпионате России по бегу на 10 000 метров, прошедшем в рамках Мемориала братьев Знаменских в Жуковском, бежал 5000 метров на чемпионате России в Саранске, завоевал серебряную награду на чемпионате России по полумарафону в Чебоксарах.
В 2011 году в беге на 10 000 метров показал 11-й результат на Мемориале братьев Знаменских в Жуковском, взял бронзу на чемпионате России по полумарафону в Чебоксарах, с результатом 2:22:08 финишировал седьмым на Белоцерковском марафоне.
В 2012 году получил серебро на чемпионате России по полумарафону в Омске, прошедшем в рамках традиционного XVII Омского полумарафона-гандикапа. Принял участие в нескольких шоссейных стартах во Франции и Швейцарии.
В 2013 году продолжил выступать на коммерческих стартах в Европе, стал седьмым на чемпионате России по бегу на 10 000 метров в Москве. Будучи студентом, представлял страну на домашней Универсиаде в Казани — в программе полумарафона показал результат 1:06:36, расположившись в итоговом протоколе соревнований на 14-й строке. После этого старта прервал спортивную карьеру из-за проблем с ахилловыи сухожилием, сделал сложную операцию и затем долго восстанавливался.
В апреле 2016 года с результатом 1:07:08 стал четвёртым на полумарафоне в Уфе.
В апреле 2021 года бежал 10 км на Сочи Автодроме, став шестым.
С 2012 года занимался тренерской деятельностью, автор статей и методических пособий беговой тематики.